# Martin Zander
Martin Zander (ur. 12 listopada 1884 w Poznaniu, zm. 6 września 1925 w Heroldsbach) – as lotnictwa niemieckiego z 5 zwycięstwami w I wojnie światowej.
W pierwszych miesiącach I wojny światowej służył najpierw w FFA90, później na froncie w KEK Nord, której był drugim dowódcą. W 1915 roku odniósł swoje pierwsze dwa zwycięstwa.
W momencie reorganizacji lotnictwa niemieckiego w połowie sierpnia 1916 roku został wyznaczony na dowódcę i organizatora 1 Myśliwskiej Eskadry Pruskiej (Jagdstaffel 1 - Königlich Preußische Jagdstaffel Nr. 1). Jednostką dowodził do 10 listopada 1916 roku. Odniósł w niej swoje kolejne trzy zwycięstwa.
Po utworzeniu 29 listopada 1916 roku szkoły pilotów myśliwskich Jagdstaffelschule I (JastaSchule I/ Farmars - Valenciennes) został jej komendantem.

## Odznaczenia
- Krzyż Żelazny I Klasy
- Krzyż Żelazny II Klasy